# Falso operativo en el edificio Altos del Portal

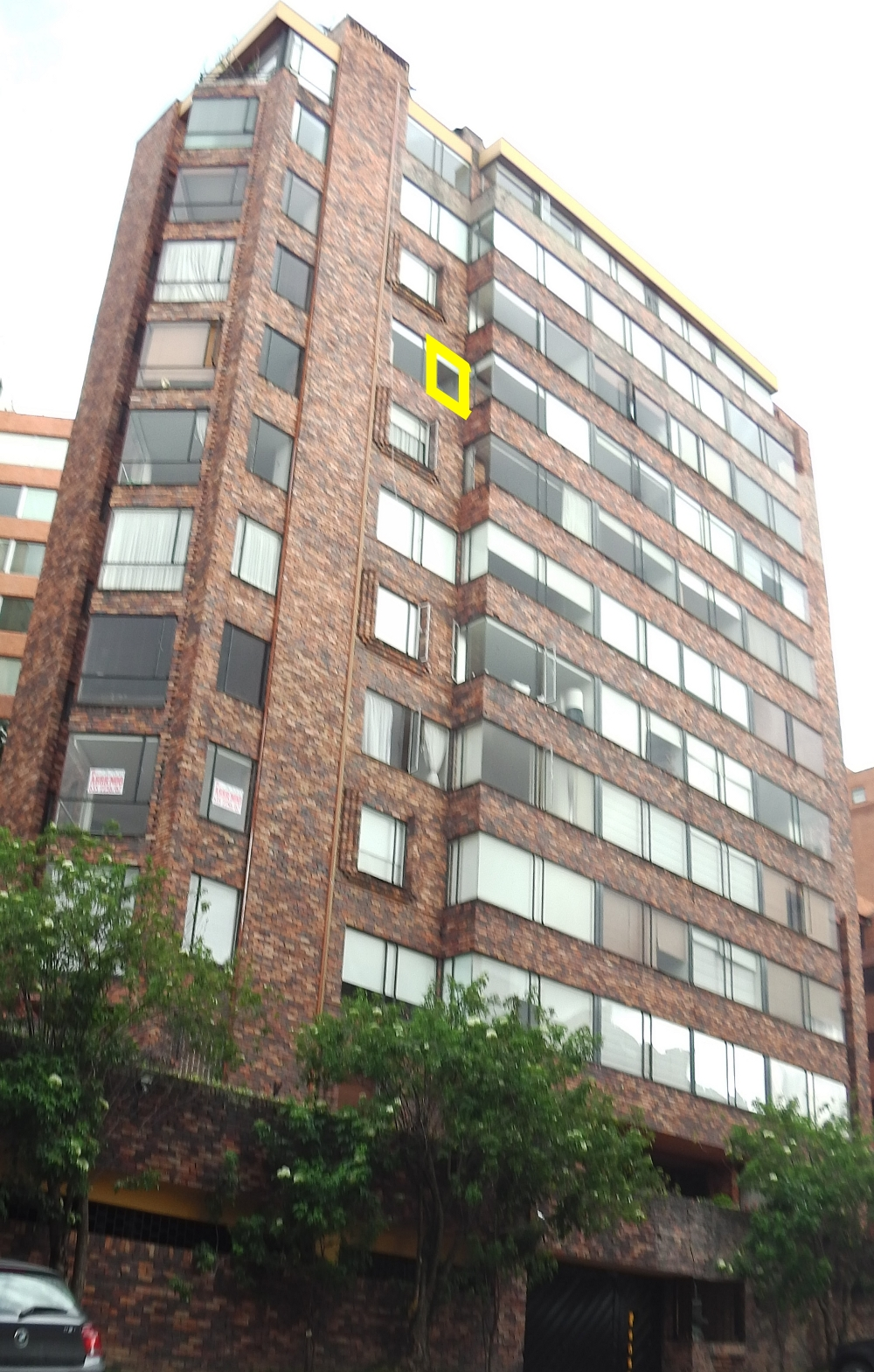
Edificio Altos del Portal. En color amarillo, la ventana en la que Ángel Gaitán Mahecha apareció gritando tras el final del operativo.

El falso operativo en el edificio Altos del Portal de Bogotá fue un allanamiento realizado el 5 de julio de 1989 en el marco del conflicto armado interno en Colombia. El operativo lo llamaron Catalina.
En dicha acción fueron abatidas cuatro personas presentadas en su momento como integrantes de un grupo de justicia privada, aunque después se demostró que fue una acción para ejecutar individuos que pretendían delatar a Gonzalo Rodríguez Gacha.
El caso resultó ser un montaje de militares involucrados con el narcotráfico en Colombia. Un grupo de asalto del Ejército de Colombia allanó varios apartamentos en donde presumía se encontraba Rodríguez Gacha, "El Mexicano". Por estos hechos, la justicia condenó a prisión a dos capitanes del Ejército y de la Infantería de Marina.
El comerciante en esmeraldas Ángel Gaitán Mahecha, quien sobrevivió al operativo, reveló en ese entonces a las autoridades y a funcionarios judiciales detalles de la organización de El Mexicano, y lo hizo después que descubrió que Rodríguez Gacha había pagado en dos oportunidades para que lo asesinaran.

## El operativo
El 5 de julio de 1989, una llamada anónima alertó sobre la presencia de hombres armados en el apartamento 805 del edificio Altos del Portal en la localidad de Chapinero. De inmediato se puso en marcha un operativo militar. En el apartamento ubicado al nororiente de Bogotá, se reunían miembros de la Administración para el Control de Drogas (D.E.A. en sus siglas en inglés), el F2 y el único sobreviviente del operativo, Ángel Gaitán Mahecha, que desde hacía meses venía entregando información a las autoridades colombianas y estadounidenses.
Las primeras informaciones hablaron de un ataque a la casa del embajador de los Estados Unidos, cercana al edificio Altos del Portal. Otros hablaron de una operación antinarcóticos y finalmente también se dijo que se trataba de un enfrentamiento con miembros del Ejército Popular de Liberación (EPL).
Las Fuerzas Especiales tenían permiso para adelantar allanamientos en los apartamentos 801 y 805. Sin embargo, irrumpieron violentamente y sin autorización en los 802, 803, 804 y 806. Los allanamientos en el 801 y 805 se adelantaron sin que hubiera llegado la orden del juez. Cuando llegaron las órdenes ya se había iniciado la balacera en el octavo piso.
De acuerdo con las inspecciones realizadas en el lugar de los hechos, los únicos que dispararon fueron los miembros de las Fuerzas Especiales. Dos de las víctimas, Ricardo Quinchara Carreño y el abogado Carlos Julio Torres Ángel, resultaron positivos en la prueba de guantelete, sin embargo, las necropsias indicaron que Quinchara fue asesinado por la espalda y que los tiros fueron hechos a menos de un metro de distancia. Torres murió de dos tiros, uno en el pectoral izquierdo y otro en la región lumbar, también hechos a corta distancia. Según las mismas pruebas científicas, Yesid García y el doctor Torres recibieron tiros de gracia. La lista de objetos robados por los oficiales durante el operativo incluye dólares, billetes de cinco mil pesos, relojes, pulseras de oro, anillos, una pistola y esmeraldas.
Ángel Gaitán Mahecha salvó su vida al esconderse detrás de la cortina del baño durante más de tres horas. Finalizando el operativo apareció gritando por una de las ventanas del edificio.

## Proceso de los militares sindicados por el operativo
Ángel Gaitán Mahecha fue clave en las investigaciones. Al día siguiente, en su primera indagatoria, comenzó a hablar de que la operación había sido ordenada por el capo Gonzalo Rodríguez Gacha para acabar con su vida y que se enmarcaba dentro de la guerra que sostenían algunos comerciantes en esmeraldas de Boyacá. Sus acusaciones en el sentido de que el operativo había sido ordenado por el capo se corroboraron con las declaraciones de un suboficial que contó cómo el capitán Gustavo Rojas Moreno le había ordenado arreglar unas armas que eran de Rodríguez Gacha.
A medida que avanzaron las diligencias se fueron detectando contradicciones en las declaraciones de los funcionarios del estado. Así, el 7 de diciembre siguiente el teniente de la Policía Wilson Aparicio Chacón, afirmó que Jorge Humberto León Rubiano había sido asesinado a sangre fría por el capitán Jorge Coy Núñez. Según las declaraciones de Aparicio, León Rubiano fue sacado vivo del apartamento 805 y llevado al 804 (para el que no tenían orden de allanamiento las Fuerzas Especiales) y obligado a tenderse boca abajo, mientras era custodiado por el cabo de Infantería de Marina, Raúl Gerardo Peña Torres. Entonces, de acuerdo con lo declarado por el teniente Sandoval, entró el capitán Coy y tras insultar al detenido, lo hizo poner boca arriba y le disparó un tiro de fusil en el pómulo izquierdo.
El general Farouk Yanine Díaz a cargo de la investigación, descubrió entre las pruebas conseguidas por los jueces, las contradicciones en que cayeron los miembros de las Fuerzas Especiales. Fueron llamados a juicio el capitán Rojas Romero, por homicidio agravado y violación de habitación ajena por empleado oficial; el capitán Coy Núñez, por homicidio agravado, hurto calificado y violación de habitación ajena por empleado oficial; el sargento del Ejército Luis Alfonso Gómez Pérez, el cabo del Ejército Orlando Martínez Ospina y el cabo de Infantería Jimmy Molina Sánchez, los tres últimos por hurto calificado. También fueron sindicados por falsa autoacusación el sargento segundo de Infantería de Marina Otilio Velásquez Triana y el cabo de Infantería de Marina Raúl Gerardo Peña Torres.
Los cargos por falsa autoacusación obedecen a que algunos militares implicados se declararon culpables de delitos que no cometieron, para encubrir a sus superiores y para desviar el rumbo de las investigaciones.

## Otras revelaciones de Gaitán Mahecha
Después del episodio de Altos del Portal, Gaitán Mahecha implicó a miembros del Ejército y de la Policía como cómplices de Rodríguez Gacha. Dijo, además, que la muerte del esmeraldero Gilberto Molina estaba preparada porque Rodríguez Gacha quería apoderarse de las minas de Muzo, Quípama y Coscuez para formar un triángulo que facilitara su salida al Magdalena Medio. Molina murió, al igual que otras 17 personas, en una masacre ocurrida el 28 de febrero de 1989 en una finca de Sasaima. Según Gaitán Mahecha, esa operación estaba dirigida contra él, pero fracasó cuando logró esconderse en una finca.
Gaitán Mahecha se acogió a la protección de la D.E.A y salió del país. Después fue capturado en julio de 1998 y enviado a la cárcel La Picota donde se dice fue quien puso al humorista Jaime Garzón en contacto con el jefe paramilitar Carlos Castaño. También se afirma que Gaitán Mahecha fue uno de los informantes de la periodista Jineth Bedoya en su investigación sobre casos de corrupción y violaciones de derechos humanos dentro de la Cárcel La Modelo y quien medió para que la periodista no fuera asesinada y fuera liberada de su secuestro en mayo del 2000. Gaitan murió en 2001 dentro del centro de reclusión a manos de un guerrillero de las FARC-EP.